# Staatsschuldenquote in Slowenien
Die Staatsschuldenquote Sloweniens gibt das Verhältnis zwischen den slowenischen Staatsschulden einerseits und dem slowenischen nominalen Bruttoinlandsprodukt andererseits an.

## Entwicklung in den letzten Jahren
Die Staatsschuldenquote Sloweniens stieg aufgrund der Finanzkrise zwischen 2008 und 2013 an. Entsprach die Staatsverschuldung von 8,2 Mrd. Euro Ende 2008 einer Staatsschuldenquote von 21,6 %, so erreichte die Staatsschuldenquote Ende 2013 angesichts eines Schuldenstandes von dann inzwischen 25,3 Mrd. Euro einen Wert von 70,0 %.

## Prognostizierte Entwicklung
Der Internationale Währungsfonds geht davon aus, dass die Staatsschuldenquote Sloweniens bis Ende 2019 bei einem Schuldenstand von dann 34,8 Mrd. Euro auf 80,2 % ansteigt. Damit würde Slowenien das Maastricht-Kriterium von höchstens 60 % weiterhin verfehlen.